# Oreoweisia laxifolia
Oreoweisia laxifolia là một loài Rêu trong họ Dicranaceae. Loài này được (Hook. f.) Kindb. mô tả khoa học đầu tiên năm 1888.